# Vladimir Andrić
Vladimir Andrić cyr. Владимир Андрић (ur. 1882 w Trebinju, zm. 5 sierpnia 1932) – serbski polityk, adwokat i publicysta, minister rolnictwa w latach 1928-1929, senator Królestwa Jugosławii.

## Życiorys
Uczył się w Mostarze i w Sarajewie. W gimnazjum sarajewskim związał się z tajną organizacją Srpska svijest, zajmującą się działalnością kulturalno-polityczną. Odbył studia prawnicze w Pradze, tam też obronił pracę doktorską. W czasie studiów w Pradze zaprzyjaźnił się z Tomasem Masarykiem. Po powrocie do Sarajewa otworzył kancelarię adwokacką. W 1912 został wybrany deputowanym do bośniackiego Saboru. Związany początkowo z grupą Petara Kočicia, z czasem przeszedł do grupy Daniela Dimovicia. W latach 1913–1914 pisał do czasopism sarajewskich: Otadżbiny i Pregledu zajmując się tematyką agrarną. W czasie I wojny światowej jako adwokat bronił Serbów przed sądami sarajewskimi.
Po zakończeniu wojny kontynuował działalność humanitarną, angażując się w pomoc dla sierot wojennych, w tym celu założył pismo Dobrotvor, koordynujące działalność pomocową. Związany z Narodową Partią Radykalną, w latach 20. należał do jej ścisłego kierownictwa. Od 1921 zasiadał w parlamencie Królestwa SHS, reprezentując okręg Sarajewo. W 1924 objął stanowisko podsekretarza stanu w ministerstwie reformy rolnej, a w 1927 stanął na czele resortu. W latach 1928–1929 pełnił funkcję ministra rolnictwa w gabinecie Antona Korošeca. 6 stycznia 1929 przeszedł na emeryturę. Należał do grona zwolenników dyktatury królewskiej Aleksandra I. W 1932 został mianowany senatorem Królestwa Jugosławii. Zmarł na zawał serca w czasie podróży pociągiem.
Odznaczony czechosłowackim Orderem Lwa Białego.